# Isigny-le-Buat
Isigny-le-Buat ist eine französische Gemeinde mit 3187 Einwohnern (Stand: 1. Januar 2022) im Département Manche in der Region Normandie. Sie gehört zum Arrondissement Avranches und ist der einzige und Hauptort (chef-lieu) des Kantons Isigny-le-Buat. Die Einwohner werden Isignois genannt.

## Geografie
Isigny-le-Buat wird im Süden durch den Fluss Sélune begrenzt. Umgeben wird Isigny-le-Buat von den Nachbargemeinden Le Grand-Celland und La Chapelle-Urée im Norden, Reffuveille im Nordosten, Le Mesnillard und Martigny im Osten, Virey im Südosten, Saint-Hilaire-du-Harcouët mit Saint-Martin-de-Landelles im Süden, Saint-Laurent-de-Terregatte im Südwesten, Ducey-Les Chéris mit Ducey und Les Chéris im Westen sowie Marcilly und Le Mesnil-Ozenne im Nordwesten.

## Geschichte
1969 wurde die Gemeinde aus den früheren Kommunen Isigny und Le Buat gebildet. 1973 erfolgte der Zusammenschluss mit den Gemeinden Les Biards, Chalandrey, La Mancellière, Le Mesnil-Bœufs, Le Mesnil-Thébault, Montgothier, Montigny, Naftel und Vezins.

## Bevölkerungsentwicklung
| 1975 | 1982 | 1990 | 1999 | 2006 | 2011 | 2018 |
| ---- | ---- | ---- | ---- | ---- | ---- | ---- |
| 3150 | 3147 | 3207 | 3050 | 3180 | 3306 | 3272 |

## Sehenswürdigkeiten
- Kapelle Notre-Dame de la Miséricorde et du Rosaire de Pain-d'Avaine aus dem 16. Jahrhundert. Restauriert 1986
- Kirche Saint-Martin in Isigny
- Kirche Saint-Jean in Le Buat aus dem 18. Jahrhundert
- Kirche Saint-Martin in Les Biards aus dem 16. Jahrhundert, Monument historique.
- Kirche Saint-Pierre in Naftel mit Steinkreuz aus dem 15. Jahrhundert und Jungfrauenstatue mit Jesuskind (um 1500), Monument historique
- Kirche Saint-Martin in Chalandrey aus dem 18. Jahrhundert
- Kirche Notre-Dame in Montigny mit Prozessionskreuz aus dem 18. Jahrhundert, Monuments historique
- Kirche Notre-Dame in Montgothier aus dem 18. Jahrhundert
- Kirche Saint-Brice in Le Mesnil-Bœufs aus dem 15. Jahrhundert
- Kirche Notre-Dame in Vezins aus dem 17. Jahrhundert
- Kirche Saint-Pierre in Le Mesnil-Thébault aus dem 19. Jahrhundert
- Kirche Saint-Pierre in La Mancellière teilweise aus dem 15. Jahrhundert, Turm aus dem 19. Jahrhundert
- Logis (in Montgothier), Monument historique
- Staumauer von Vezins

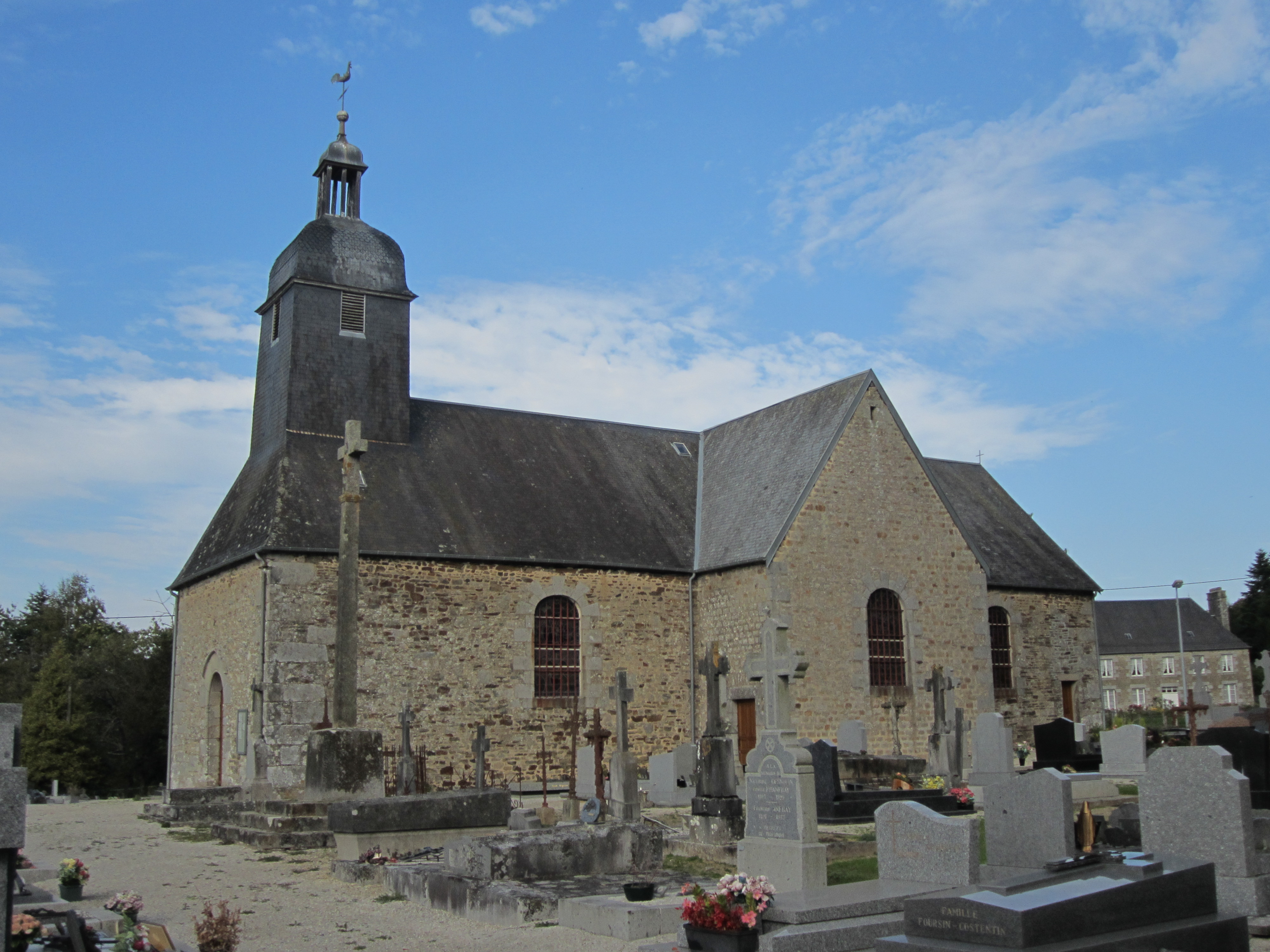
Kirche Saint-Jean in Le Buat
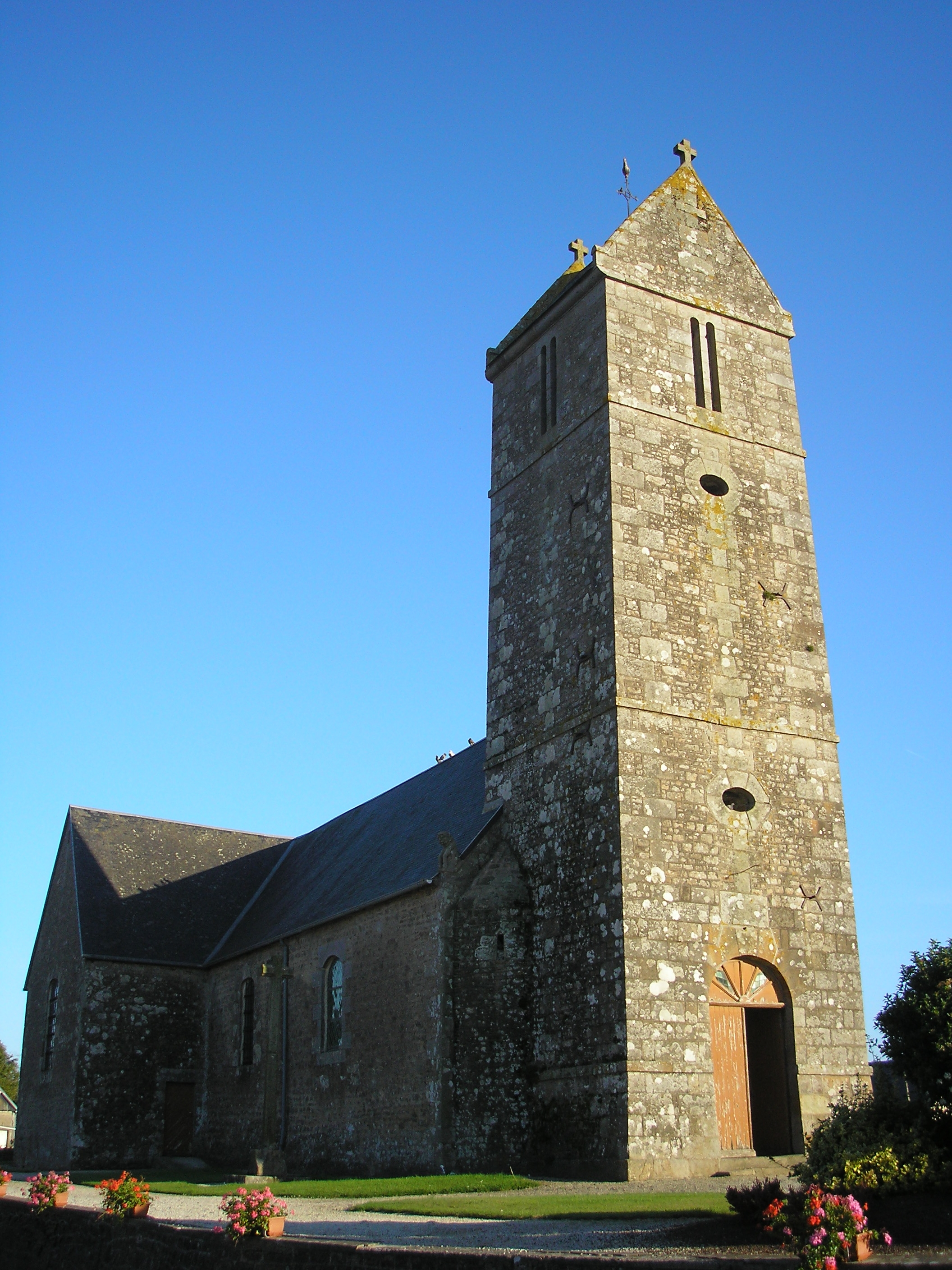
Kirche in Chalandrey
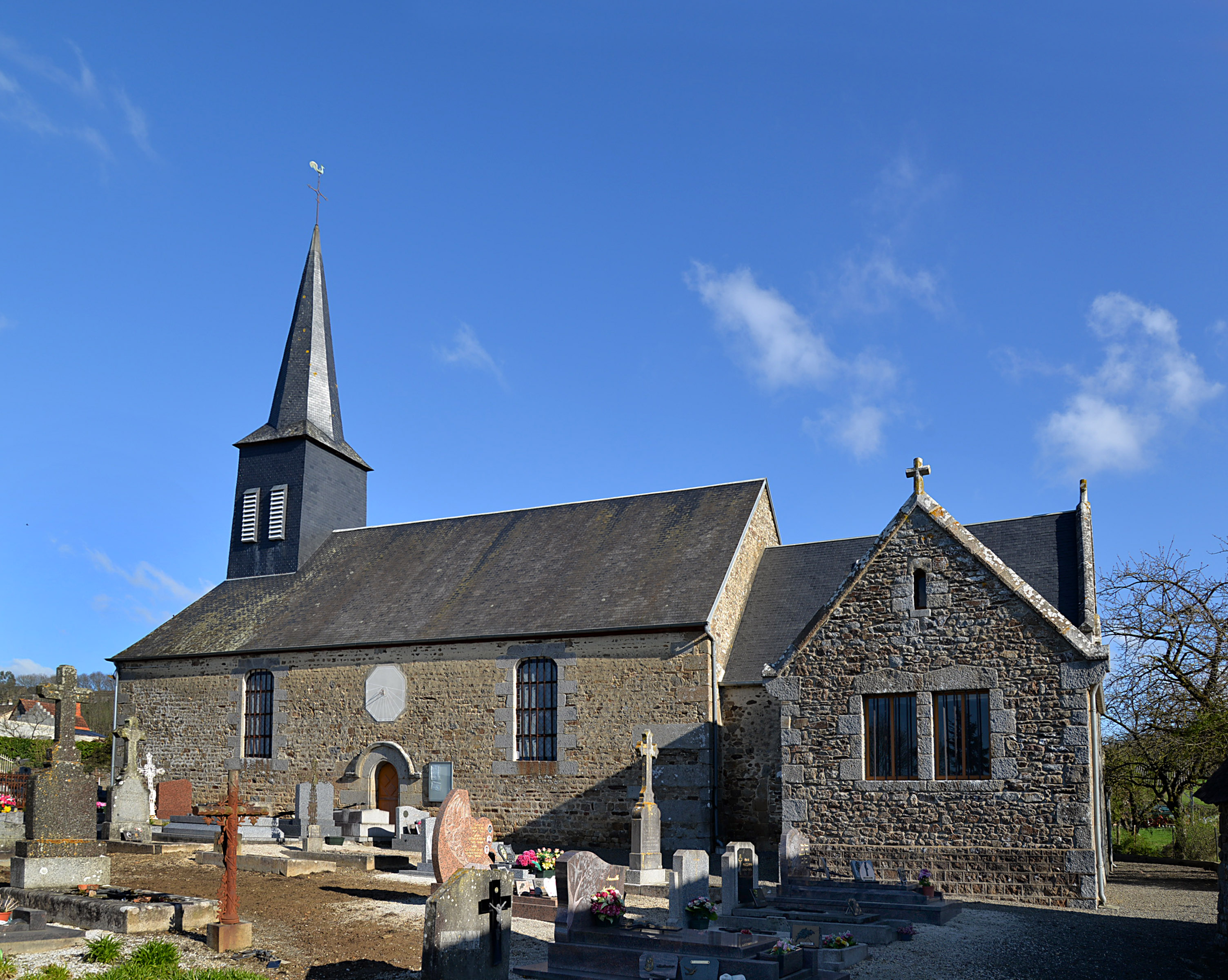
Kirche Notre-Dame in Montgothier
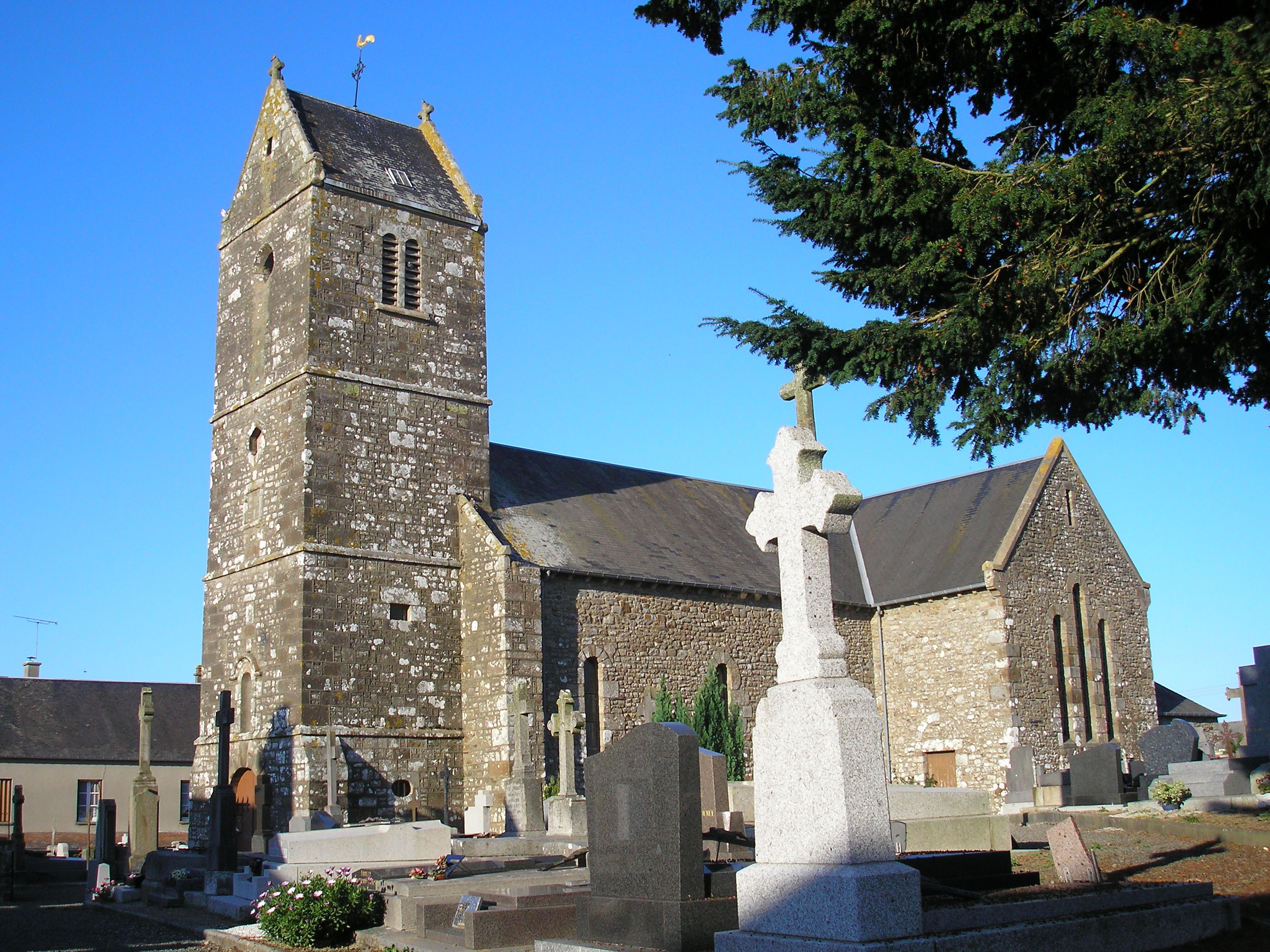
Kirche Notre-Dame in Vezins